# Stanislaw Schyrokoradjuk

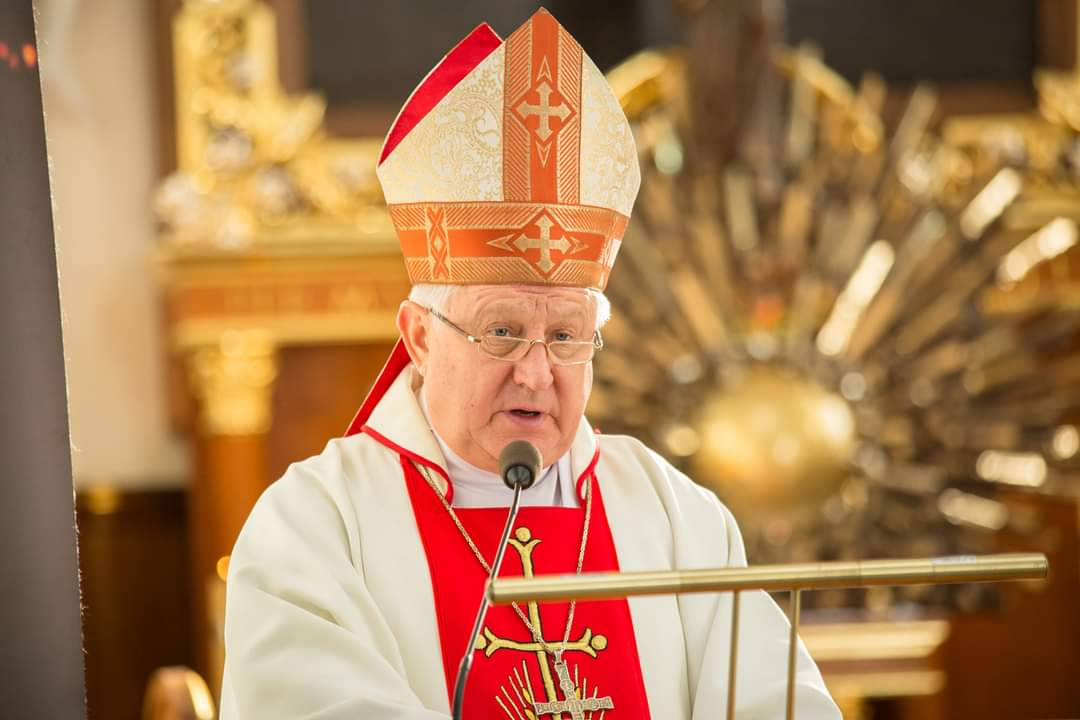
Stanislaw Schyrokoradjuk (2021)

Stanislaw Schyrokoradjuk OFM (ukrainisch Станіслав Широкорадюк; * 23. Juni 1956 in Kornatschiwka, Ukrainische SSR) ist ein ukrainischer Geistlicher und römisch-katholischer Bischof von Odessa-Simferopol.

## Leben
Stanislaw Schyrokoradjuk studierte Philosophie und Theologie am Großen Seminar von Riga, Lettland, und trat in die Ordensgemeinschaft der Franziskaner ein. Er empfing am 4. Juni 1984 das Sakrament der Priesterweihe und legte 1988 seine ewigen Gelübde ab. Von 1984 bis 1994 war er Pfarrer in Polonnoje, Ukraine.
Am 26. November 1994 ernannte ihn Papst Johannes Paul II. zum Titularbischof von Surista und zum Weihbischof in Schytomyr, seit 1998 im Bistum Kiew-Schytomyr. Papst Johannes Paul II. spendete ihm am 6. Januar 1995 die Bischofsweihe; Mitkonsekratoren waren der Offizial im Staatssekretariat des Heiligen Stuhls, Kurienerzbischof Giovanni Battista Re, und der Sekretär der Kongregation für die Bischöfe, Kurienerzbischof Jorge María Mejía.
Seit 1996 ist er Direktor der Caritas in der Ukraine.
Am 24. Juli 2012 bestimmt ihn Papst Benedikt XVI. zum Apostolischen Administrator sede vacante et ad nutum Sanctae Sedis des Bistums Luzk.
Am 12. April 2014 wurde er von Papst Franziskus zum Bischof von Charkiw-Saporischschja ernannt. Die Amtseinführung erfolgte am 29. Mai desselben Jahres.
Stanislaw Schyrokoradjuk rief zu Hilfe für die Menschen in den von Regierungstruppen und Separatisten umkämpften Gebieten auf: «Alle sollen aktiver sein und nicht nur reden.» Die Lage im Osten der Ukraine sei katastrophal. Europa müsse sich gegen «Russlands Aggression» vereinen.
Papst Franziskus ernannte ihn am 2. Februar 2019 zum Koadjutorbischof von Odessa-Simferopol mit besonderen Vollmachten. Das dadurch vakante Bistum Charkiw-Saporischschja verwaltete er während der bis zum 14. Februar des folgenden Jahres andauernden Sedisvakanz als Apostolischer Administrator. Mit der Annahme des altersbedingten Rücktritts Bronisław Bernackis durch Papst Franziskus am 18. Februar 2020 folgte er diesem als Bischof von Odessa-Simferopol nach.
Wehrfähige Landsmänner, die nach Deutschland geflüchtet sind, rief er zur Rückkehr in die Ukraine auf.